# Jacinto City
Jacinto City – miasto w Stanach Zjednoczonych, w stanie Teksas, w hrabstwie Harris. Otoczone przez miasta Houston i Galena Park.

## Demografia
Według przeprowadzonego przez United States Census Bureau spisu powszechnego w 2010 miasto liczyło 10 553 mieszkańców, co oznacza wzrost o 2,4% w porównaniu do roku 2000. Natomiast skład etniczny w mieście wyglądał następująco: Biali 64,3%, Afroamerykanie 3,5%, Azjaci 0,2%, pozostali 32,0%. Kobiety stanowiły 50% populacji.